# Michael Shaw-Stewart (7e baronnet)
Michael Robert Shaw-Stewart, 7e baronnet (26 novembre 1826 – 10 décembre 1903) est un noble et une personnalité politique britannique, membre du parti conservateur. Il siège à la Chambre des Communes de 1855 à 1865.

## Biographie
Il est le fils de Michael Shaw-Stewart, 6e baronnet.
Fervent joueur de cricket, Shaw-Stewart joue un seul match de première classe de cricket pour le Marylebone Cricket Club en 1850. Il pratique également beaucoup la chasse au renard.
En mai 1855, il est élu à l'unanimité comme député pour le Renfrewshire. Il est réélu en 1857 et 1859, et occupe le siège jusqu'à sa défaite aux Élections générales britanniques de 1865.
Shaw-Stewart est Lord Lieutenant du Renfrewshire de 1869 à 1903 et grand-maître de la Grande Loge d’Écosse de 1873 à 1882. Il achète le manoir de Hindon, Wiltshire, de la mère de sa femme et a été nommé Shérif du Wiltshire, pour 1883.
Le 28 décembre 1852, il épouse Octavia Grosvenor, sixième fille de Richard Grosvenor (2e marquis de Westminster). Ils ont cinq fils et quatre filles, dont:
- Hugh Shaw-Stewart (8e baronnet) (1854-1942)
- Walter Richard Shaw-Stewart (1861-1934)
- Helen Shaw-Stewart, épouse de Charles Pierrepont (4e comte Manvers)